# Constantino Juri
Constantino Juri (Morrison, Argentina, 29 de octubre de 1923-Madrid, 31 de marzo de 2020) fue un regisseur y abogado argentino.

## Carrera artística
Nació el 29 de octubre de 1923, en la localidad de Morrison, provincia de Córdoba, Argentina. Su madre era de origen griego y su padre de origen sirio. En su casa era obligación hablar griego y francés. Realizó sus estudios secundarios y universitarios en la ciudad de Córdoba. En 1963 fue becado por el gobierno italiano y con el auspicio del Fondo Nacional de las Artes, se perfeccionó de director teatral en la Academia Nacional de Arte Dramático Silvio D'Amico y de director de escena de ópera en la Academia Nacional de Música Santa Cecilia, de Roma.
Debutó en el Teatro Colón de Buenos Aires en 1967 como regisseur con La serva padrona de Pergolesi. Estuvo a cargo de aproximadamente ochenta óperas a lo largo de su vida, donde dirigió a cantantes como Alfredo Kraus, Luciano Pavarotti, Plácido Domingo, Ghena Dimitrova o Renato Bruson. En su carrera dirigió zarzuelas, operetas y comedias musicales, además de cuarenta puestas en escena de autores nacionales y extranjeros. Durante décadas dirigió teatro y ópera con más frecuencia en las ciudades de Madrid, Buenos Aires, Córdoba y La Plata.
Las últimas tres décadas de su vida las vivió afincado en Madrid (España), sin dejar de lado sus actividades artísticas en el escenario, siendo activo en España y en ocasiones en Argentina. Ganó el Premio Konex en 1999 obteniendo un diploma al mérito en el rubro de música clásica. Fue condecorado en Italia y premiado por la Asociación Verdiana de Ópera en dos oportunidades, obteniendo una Mención de Honor Sarmiento del Senado de la Nación y una mención por la Trayectoria de la Asociación de Críticos Musicales. Rigoletto fue la última obra que montó en Córdoba (Argentina), con la actuación de Marcelo Álvarez y la dirección musical de Fernando Álvarez, durante la temporada lírica de 2001 y de los cien años del fallecimiento de Giuseppe Verdi (1813-1901). En 2011 dirigió en Córdoba, el sainete Los tres berretines. Escribió un libro titulado "Mis miedos y mis magias" que narra parte de su historia biográfica y su carrera artística.
Fue Director de la Comedia de la Provincia de Buenos Aires y de la primera Escuela Nacional de Teatro en General Roca. También fue miembro de la Academia Argentina de Música. Como profesor dio clases en la UNC y en el ISATC formando nuevas generaciones de directores. Con motivo de la celebración del 90.º aniversario, su colega y amigo Nicolás Isasi, que finalizaba sus estudios en el sitio donde Constantino Juri había estudiado y trabajado, decidió realizar una función especial de ópera en su honor. Durante 2020, en plena temporada teatral, dirigió Le cantatrici villane, de Valentino Fioravanti, en el Teatre de Sarrià de Barcelona.

## Fallecimiento
Juri se encontraba en plena actividad artística en Madrid. Tenía previsto dirigir una ópera en el Teatro del Libertador, en Córdoba (Argentina), en agosto de 2020, según la especialista Beatriz Molinari, y bajo la dirección artística de Hadrian Ávila Arzuza. Falleció el 31 de marzo de 2020, después de recuperarse de una caída sufrida en la calle en febrero, como consecuencia de padecer la enfermedad del COVID-19, causada por el virus del SARS-CoV-2, durante la pandemia de enfermedad por coronavirus en España.